# Даун, Лесли-Энн
Лесли-Энн Даун (англ. Lesley-Anne Down; род. 17 марта 1954) — британская актриса, певица и модель.
Даун в возрасте пятнадцати лет была названа самым красивым подростком Великобритании. Она получила известность по роли в телесериале «Вверх и вниз по лестнице» (1973—1975), а после достигла большей известности по ролям в кинофильмах «Розовая Пантера наносит новый удар» (1976), «Маленькая ночная серенада» (1977), «Большое ограбление поезда» (1979), «Ганновер-стрит» (1979), «Сфинкс» (1981) и «Бродяги» (1986). Она также сыграла роль Мадлен Фабре Ламотт в мини-сериале «Север и Юг», за которую получила номинацию на «Золотой глобус» в 1986 году. На более поздних этапах карьеры она снималась в таких сериалах как «Даллас» (в роли Стефани Роджерс), «Любовь и тайны Сансет Бич» и «Дерзкие и красивые».

## Биография

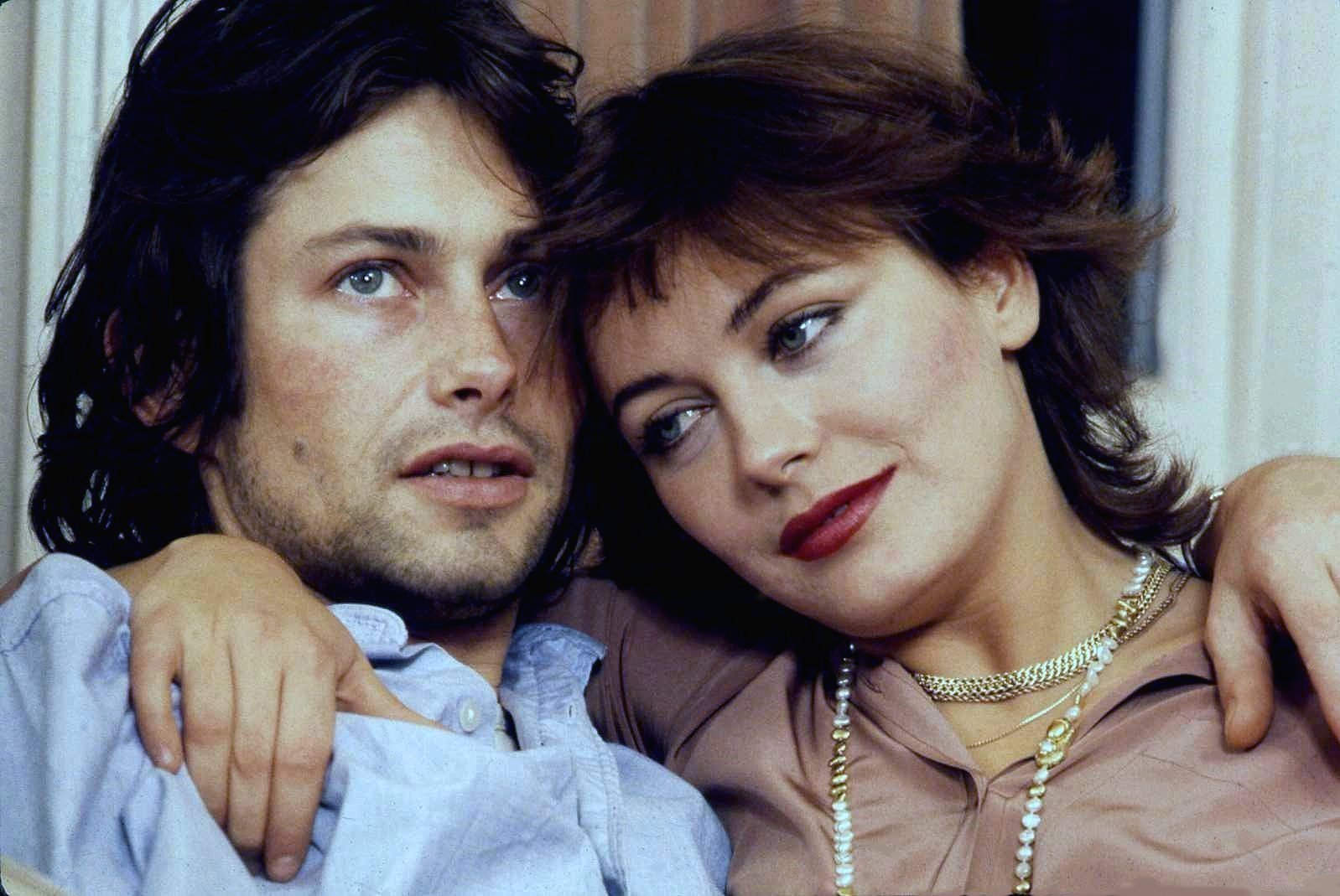
Лесли-Энн Даун и Брюс Робинсон, Лондон, 1979 год

Лесли-Энн Даун родилась 17 марта 1954 года в Лондоне (Великобритания). Карьера модели началась у неё в 10 лет. С этого момента её жизнь была связана со всем, что касается телевидения. Известность пришла не сразу, будущая актриса начинала с несущественных съемок и участия в эпизодах.
В 1969 году в возрасте 15 лет Лесли впервые сыграла в фильме «Разгромленная птица». С того же года была в романтических отношениях с актёром и режиссёром Брюсом Робинсоном. Возлюбленные расстались в 1980 году. В 1970 году она приняла участие в конкурсе «Самый красивый подросток Британии» и заняла первое место. С этого времени она ежегодно снималась в фильмах и сериалах, пока в 1976 году не получила первую заметную роль в картине «Розовая Пантера наносит новый удар». В 1979 году, когда Лесли-Энн снялась с Шоном Коннери в картине «Большое ограбление поезда», а также исполнила главную женскую роль в военной драме «Ганновер-стрит» напару с Харрисоном Фордом, о звезде заговорили по-другому. Лесли обладала очаровательностью, дерзостью, харизмой, и конечно, талантом. Параллельно работая и на телевидении, актриса успевала сниматься и в сериалах. А также обустраивать личную жизнь.
В 1981 году на съемках фильма «Сфинкс», проходившие в Египте, Лесли-Энн познакомилась с Энрике Габриэлем, который работал на проекте помощником режиссёра. Выйдя за него замуж, через полтора года она развелась, и завела отношения с режиссёром Уильямом Фридкиным. Несмотря на то, что актриса была младше его на пятнадцать лет, и на то, что у пары родился ребёнок, желанного полюбовного союза не получилось. Лесли впала на время в депрессию, принимала наркотики, и знакомилась с мужчинами на стороне. Быстро взяв себя в руки, она стала добиваться опеки над ребёнком, решение суд не мог вынести в течение трех лет. В итоге, супруги пришли к совместной опеке над сыном.
В 1982 году исполнила роль Эсмеральды в фильме Майкла Тачнера «Горбун из Нотр-Дама», который стал обладателем премии «Эмми».
Лесли-Энн Даун снялась в дуэте с такими актёрами как Шон Коннери, Питер Селлерс, Харрисон Форд, Пирс Броснан, Бёрт Рейнольдс, Энтони Хопкинс, Чарльз Бронсон и Эрик Робертс в разных фильмах.
В 1987 году Лесли вышла замуж в третий раз за режиссёра Дона Фонтлероя. У них есть общий сын Эдвард Джордж. А ещё в их большом семействе хватает места и детям от других браков — дочерям Дона и сыну Лесли. Во время съемок сериала «Любовь и тайны Сансет Бич» актриса узнала о своей беременности, и будучи уже не в молодом для этого возрасте, переживала не только за это, но и за работу. Съемки шли полным ходом, и она боялась потерять роль. Но Аарон Спеллинг пошёл навстречу, особенно когда люди, с которыми работаешь, по душе. Актриса была тяжелой артиллерией, приглашенной в сериал «Любовь и тайны Сансет Бич». За плечами был огромный опыт съемок, даже гримерки актрисы увешаны старыми фотографиями, поэтому намеренно вывести такую личность из проекта означало потерять интерес зрителей. Ее героиня Оливия Ричардс - забеременела по сюжету, и актрисе досталось меньше хлопот с её имитацией и подкладыванием накладных подушек. Работая почти до самых родов, всего за неделю Лесли прекратила съемки, а после рождения малыша взяла небольшой перерыв, и вернулась на площадку.
В течение двух лет шла непрерывная работа над сериалом, а в конце 1999 года было принято решение о его закрытии. После завершения съемок Лесли сыграла в нескольких картинах, а в 2003 году присоединилась к составу сериала «Дерзкие и красивые», который покинула в феврале 2012 года.

## Фильмография
| Год       |    | Русское название                          | Оригинальное название                 | Роль                    |
| --------- | -- | ----------------------------------------- | ------------------------------------- | ----------------------- |
| 1969      | ф  | Разбившаяся птичка, которую я знал        | The Smashing Bird I Used to Know      | Дайана                  |
| 1970      | ф  | Не прощаясь                               | Sin un adiós                          | Марта Грейди            |
| 1971      | ф  | Графиня Дракула                           | Countess Dracula                      | Илона                   |
| 1971      | ф  | Нападение                                 | Assault                               | Тесса Херст             |
| 1971      | с  | Шесть дней с Баркером                     | Six Dates with Barker                 | Чики                    |
| 1971      | с  | —                                         | Out of the Unknown                    | Дайана Карвер           |
| 1971      | ф  | —                                         | All the Right Noises                  | Лора                    |
| 1971      | с  | —                                         | Public Eye                            | Энн Биддерсло           |
| 1972      | ф  | Папесса Иоанна                            | Pope Joan                             | Сесилия                 |
| 1973      | ф  | Бездельник                                | Scalawag                              | Люси-Энн                |
| 1973—1975 | с  | Вверх и вниз по лестнице                  | Upstairs, Downstairs                  | Джорджина               |
| 1974      | ф  | Из могилы                                 | From Beyond the Grave                 | Розмари Ситон           |
| 1974      | с  | —                                         | Bedtime Stories                       | Моника                  |
| 1975      | ф  | Брэнниган                                 | Brannigan                             | Луана                   |
| 1975      | с  | —                                         | Ten from the Twenties                 | Мейси Бранд             |
| 1975      | с  | Летучий отряд Скотланд-Ярда               | The Sweeney                           | Кэролайн Селхерст       |
| 1976      | с  | —                                         | When the Boat Comes In                | Джейн Кромер            |
| 1976      | ф  | Розовая пантера наносит новый удар        | Pink Panther Strikes Again            | Ольга Бариосова         |
| 1977      | с  | BBC Пьеса месяца                          | BBC Play of the Month                 | Элли Данн               |
| 1977      | с  | Сверхъестественное                        | Supernatural                          | Фелизитас               |
| 1977      | ф  | Маленькая серенада                        | A Little Night Music                  | Энн Егерман             |
| 1978      | ф  | Бетси                                     | Betsy                                 | Роберта                 |
| 1978      | тф | Единственная и неповторимая Филлис Дикси  | The One and Only Phyllis Dixey        | Филлис Дикси            |
| 1978      | ф  | Большое ограбление поезда                 | First Great Train Robbery             | Мириам                  |
| 1979      | ф  | Ганновер-стрит                            | Hanover Street                        | Маргарет Селлинджер     |
| 1980      | ф  | Грубая огранка                            | Rough Cut                             | Джиллиан Бромли         |
| 1981      | ф  | Сфинкс                                    | Sphinx                                | Эрика Бэрон             |
| 1981      | с  | Театр BBC2                                | BBC2 Playhouse                        | Юнити Митфорд           |
| 1982      | тф | Детективы Агаты Кристи: Простота убийства | Murder Is Easy                        | Бриджет Конуэй          |
| 1982      | тф | Горбун из Нотр-Дама                       | Hunchback of Notre Dame               | Эсмеральда              |
| 1982      | ф  | —                                         | A contratiempo                        | актриса                 |
| 1984      | с  | Последние дни Помпеи                      | The Last Days of Pompeii              | Хлоя                    |
| 1984      | тф | Триумфальная арка                         | Arch of Triumph                       | Джоан                   |
| 1985—1994 | с  | Север и Юг                                | North and South                       | Мадлен Фабре Ламотт     |
| 1986      | ф  | Бродяги                                   | Nomads                                | доктор Айлин Флакс      |
| 1987      | ф  | —                                         | Scenes from the Goldmine              | в роли самой себя       |
| 1988      | тф | Нескромный                                | Indiscreet                            | Энни Кингстон           |
| 1988      | тф | Убийство в женском клубе                  | Ladykillers                           | Морганна Росс           |
| 1989      | с  | Летняя сцена CBS                          | CBS Summer Playhouse                  | Кассандра               |
| 1989      | тф | Ночная прогулка                           | Night Walk                            | Дженева Миллер          |
| 1989      | с  | CBS Особенные школьные каникулы           | CBS Schoolbreak Special               | рассказчица             |
| 1990      | с  | Даллас                                    | Dallas                                | Стефани Роджерс         |
| 1992      | тф | 1755                                      | 1775                                  | Аннабелль Проктор       |
| 1992      | ф  | Переступить через грань                   | Out of Control                        | Элейн Паттерсон         |
| 1993      | ф  | Посланец тьмы                             | Night Trap                            | Кристин Тернер          |
| 1994      | ф  | Жажда смерти 5: Обличье смерти            | Death Wish V: The Face of Death       | Оливия Риджент          |
| 1994      | с  | Няня                                      | Nanny                                 | Хлоя Симпсон            |
| 1994      | ф  | Манчи наносит ответный удар               | Munchie Strikes Back                  | Линда Макклелланд       |
| 1994      | ф  | В пылу страсти 2: Неверный                | In the Heat of Passion II: Unfaithful | Джин Брэдшоу            |
| 1995      | тф | Семья полицейских                         | Family of Cops                        | Анна Новачек            |
| 1996      | тф | Повелитель зверей 3: Глаз Браксуса        | Beastmaster: The Eye of Braxus        | Моргана                 |
| 1996      | ф  | Клуб шпионов                              | Secret Agent Club                     | Ив                      |
| 1996      | с  | Диагноз: убийство                         | Diagnosis Murder                      | Кэтрин Уиндзор          |
| 1997      | ф  | Познакомьтесь с Уолли Спарксом            | Meet Wally Sparks                     | шлюховатая медсестра    |
| 1997—1999 | с  | Любовь и тайны Сансет Бич                 | Sunset Beach                          | Оливия Ричардс          |
| 1998      | тф | Шпана                                     | Young Hearts Unlimited                | Барбара Янг             |
| 2000      | ф  | Гвардейцы короля                          | King’s Guard                          | королева Беатрис        |
| 2001      | с  | Дни нашей жизни                           | Days of Our Lives                     | леди Шератон            |
| 2001      | тф | Идеальная жена                            | Perfect Wife                          | Хелен Коберн            |
| 2001      | ф  | Миксвилльский призрак                     | The Meeksville Ghost                  | Эмили Микс              |
| 2002      | тф | Ты принадлежишь мне                       | You Belong to Me                      | доктор Сьюзан Ченселлор |
| 2002      | ф  | Дьявольское отродье                       | 13th Child                            | окружной прокурор Мерфи |
| 2003—2012 | с  | Дерзкие и красивые                        | Bold and the Beautiful                | Жаклин Пейн Мароне      |
| 2005      | в  | Сегодня ты умрёшь                         | Today You Die                         | менеджер в банке        |
| 2006      | ф  | Семь дней Грейс                           | Seven Days of Grace                   | Лиллиан                 |
| 2006      | в  | Наёмники                                  | Mercenary for Justice                 | ведущая новостей        |
| 2011      | ф  | Бульвар страха                            | Rosewood Lane                         | доктор Хлоя Тэлбот      |
| 2011      | в  | Чудо-пёс                                  | My Dog’s Christmas Miracle            | тётя Дора               |
| 2014      | ф  | Дом призраков                             | Haunted                               | Лиллиан                 |
| 2015      | ф  | Убей меня беспощадно                      | Kill Me, Deadly                       | леди Клэрмонт           |
| 2016      | тф | —                                         | I Am Watching You                     | Маргарет                |
| 2016      | тф | Рождество Золушки                         | A Cinderella Christmas                | Виктория Кармайкл       |
| 2017      | ф  | Врата тьмы                                | Gates of Darkness                     | сестра Клэр             |
| 2017      | ф  | Правосудие                                | Justice                               | Элизабет                |
| 2017      | ф  | Список                                    | Alex & The List                       | Виктория                |
| 2024      | ф  | Рейган                                    | Reagan                                | Маргарет Тэтчер         |

## Награды и номинации
| Год  | Премия         | Категория                                                  | Фильм или сериал | Результат |
| ---- | -------------- | ---------------------------------------------------------- | ---------------- | --------- |
| 1986 | Золотой глобус | Лучшая актриса второго плана мини-сериала или фильма на ТВ | Север и Юг       | Номинация |